# Nordisches Gold

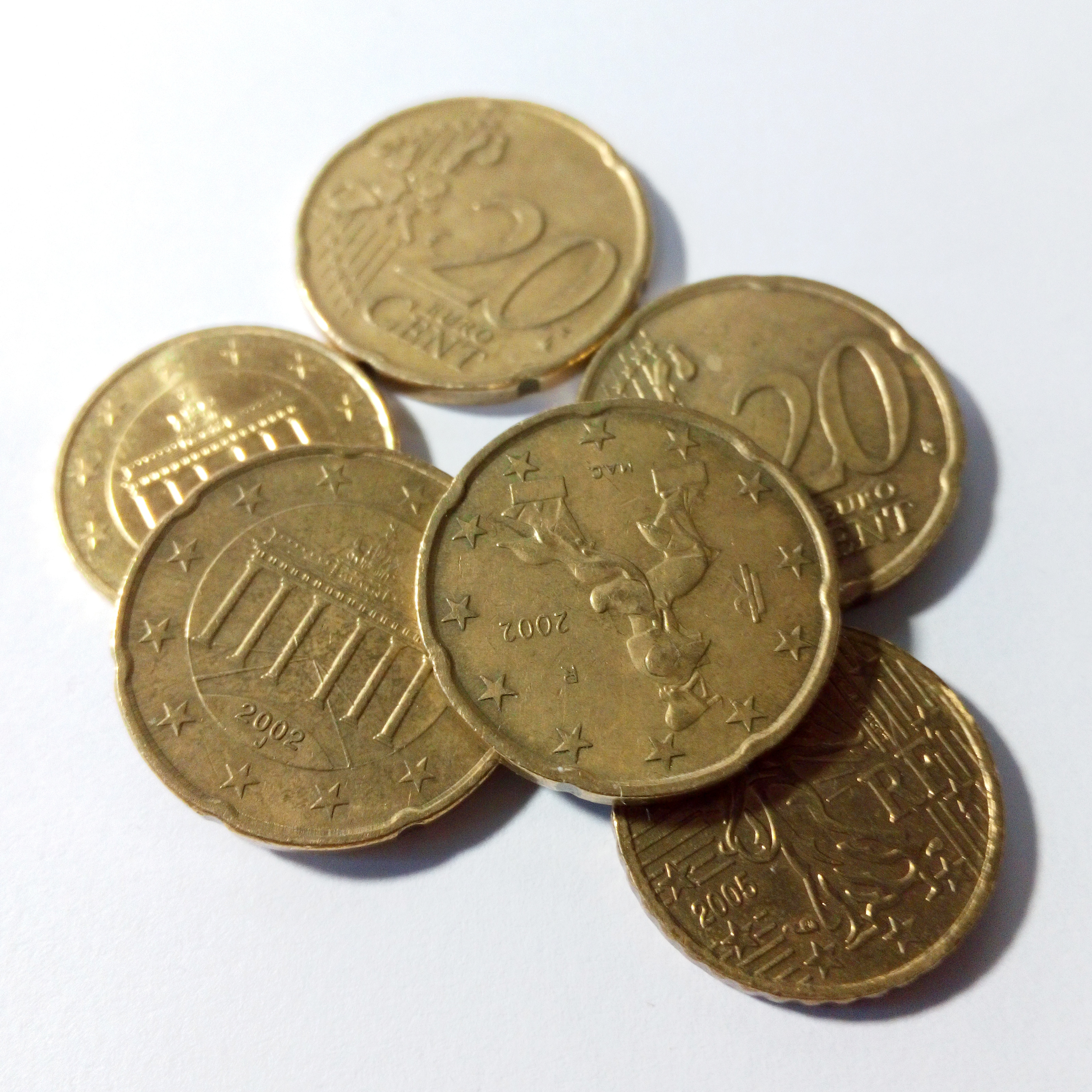
Eurocentmünzen aus Nordischem Gold

Nordisches Gold ist eine Messinglegierung aus 89 % Kupfer, 5 % Aluminium, 5 % Zink und 1 % Zinn; es enthält also kein Gold. Es hat eine Dichte von circa 7,01 kg/l und ist nicht magnetisierbar.
Diese Legierung wird zur Herstellung von Euromünzen mit den Nominalen 10, 20 und 50 Eurocent verwendet und war bereits vorher in einigen Ländern als Münzlegierung in Gebrauch. Sie wurde ursprünglich für die schwedische 10-Kronen-Münze entwickelt, von der auch der Name stammt (schwedisch: nordiskt guld). Wichtige, von Nordischem Gold erfüllte Designkriterien waren damals:
- goldene Farbe der Legierung,
- geringe Neigung anzulaufen oder sich zu verfärben,
- gute Formbarkeit für die Münzprägung,
- hohe Dauerhaftigkeit und Verschleißfestigkeit,
- niedriges Allergiepotenzial.

Da Nordisches Gold kein Nickel enthält, ist die Gefahr von Kontaktallergien gering.

## Weitere Währungen inNordischem Gold
- Ende der 1950er Jahre wurde die spanische 1-Peseta-Münze in Nordischem Gold geprägt.[2]
- Die armenische 200-Dram-Münze[3]